# Жмайло, Андрей Павлович
Жмайло Андрей Павлович (октябрь 1903, Синельниково, Екатеринославская губерния — 23 сентября 1961, Кривой Рог, Днепропетровская область) — советский горный инженер. Герой Социалистического Труда (1958).

## Биография
Родился в октябре 1903 года на станции Синельниково Екатеринославской губернии в семье рабочего.
В 1926 году в первом выпуске окончил Криворожский вечерний рабочий техникум по специальности горного техника. В 1924—1926 году был секретарём комитета комсомола в техникуме. В 1933 году окончил Днепропетровский горный институт по специальности горного инженера.
В годы Великой Отечественной войны со многими криворожскими горняками был эвакуирован на Урал, в Нижний Тагил. По распоряжению Наркомата тяжёлой промышленности стал управляющим Высокогорского рудоуправления. Под руководством Андрея Жмайло был построен и введён в эксплуатацию агломерационный комбинат, проведена реконструкция промывочно-обогатительных фабрик с переводом их на круглогодичную работу, что позволило резко увеличить добычу высококачественных обогащённых руд. Андрей Павлович внёс весомый вклад в улучшение материально-бытовых условий рабочих.
Депутат Криворожского городского совета.

### Трудовой путь
- 1914—1940 — коногон, буронос, откатчик, проходчик, десятник, сменный техник, управляющий, главный инженер шахты на рудниках Железная Река и имени Октябрьской Революции в Кривом Роге;
- 1940—1941 — заместитель управляющего трестом «Ленинруда» в Кривом Роге;
- 1941—1945 — управляющий Высокогорского рудоуправления в Нижнем Тагиле.
- с 1945 — управляющий рудоуправления имени Ф. Э. Дзержинского.

Андрей Павлович Жмайло умер 23 сентября 1961 года в Кривом Роге.

## Награды
- 2 апреля 1945 — орден Ленина[2][3];
- 1958 — Герой Социалистического Труда — указом Президиума Верховного Совета СССР от 19 июля 1958 года за выдающиеся успехи, достигнутые в деле развития чёрной металлургии, с вручением ордена Ленина и золотой медали «Серп и Молот»;
- Орден Ленина;
- Орден Трудового Красного Знамени;
- медаль «За доблестный труд в Великой Отечественной войне 1941—1945 гг.»;
- медаль «За восстановление предприятий чёрной металлургии юга».

## Память
- Имя на Стеле Героев в Кривом Роге.